# HZ 21
HZ 21 är en vit dvärgstjärna i stjärnbilden Berenikes hår.
Stjärnan har visuell magnitud +14,7 och kräver teleskop för att kunna observeras.